# John W. Weeks Bridge
Die John W. Weeks Bridge, normalerweise auch als Weeks Footbridge (oder einfach als Weeks Bridge) bezeichnet, ist eine Fußgängerbrücke über den Charles River, die Cambridge, Massachusetts, mit dem Bostoner Stadtteil Allston verbindet.
Die Weeks Bridge wurde 1927 eröffnet, um den Fußgängerverkehr zwischen dem neu gebauten Campus Allston der Harvard Business School und dem ehemaligen Wohnsitz der Business School, dem traditionellen Harvard-Campus in Cambridge, zu ermöglichen. An der Unterseite der Brücke befinden sich auch die Verbindungsleitungen der Dampf-, Elektro- und Kommunikationsnetze der Universität.
Der Namensgeber der Brücke John W. Weeks war ein langjähriger US-amerikanischer Repräsentant und späterer Senator aus Massachusetts sowie Kriegsminister in den Verwaltungen von Harding und Coolidge.
2015 wurde die Brücke in Bezug auf das Gleichstellungsgesetz von Menschen mit Behinderung Americans with Disabilities Act aufwendig renoviert. Unter anderem wurden die Treppen an beiden Enden der Brücke durch Rampen ersetzt und barrierefreie Geländer auf der Brücke installiert. Zu den weiteren Verbesserungen zählten neue spezielle Zufahrtspfade für Rollstühle, neue Beleuchtung mit replizierten historischen Scheinwerfern, die Wiederherstellung des erodierten Flussufers neben der Brücke sowie diverse Kleinreparaturen. Die Kosten betrugen laut Presseberichten rund 3 Millionen US-Dollar.